# Bousille et les Justes
Bousille et les Justes est une pièce de théâtre québécoise écrite par Gratien Gélinas. Elle est représentée pour la première fois le 17 août 1959 à la Comédie Canadienne, à Montréal.

## Résumé de la pièce
La famille Grenon habite Saint-Tite en Mauricie. Leur fils Aimé, âgé de 24 ans, doit subir un procès où il est accusé de s'être battu et d'avoir tué Bruno Maltais, un homme qui a tenté de lui voler sa fiancée Colette. L'action se déroule à une époque où les personnes reconnues coupables de meurtre sont condamnées à la peine de mort. Afin de prêter main-forte à leur fils, les Grenon décident de louer une chambre d'hôtel près du Palais de justice de Montréal, où doit se tenir le procès. Depuis cette chambre, les personnages – la mère, la fille Aurore, son mari Phil, le fils Henri, son épouse Noëlla et un cousin de la famille nommé Blaise Belzile, surnommé Bousille – discutent des événements et de la stratégie à suivre en cour.
Travaillant avec l'avocat du fils, les Grenon misent tout sur leur bonne réputation, notamment sur leur piété religieuse. Selon eux, Aimé est « un pauvre garçon sans défense qui a eu le malheur de tomber dans les pattes d'une petite garce, Colette Marcoux », qui « lui a complètement tourné la tête, pour ensuite le rendre malheureux comme les pierres en aguichant tous les matous qui lui frôlaient la jupe ». De son côté, l'avocat affirme que la victime Bruno aurait « donné ou fait mine de donner le premier coup », suggérant que le geste d'Aimé était donc de la légitime défense.
Tandis que le procès suit son cours, la vérité sur le fils commence à sortir. Noëlla communique avec Colette, qui a assisté à la bagarre fatale. Celle-ci accepte de se rendre à la chambre d'hôtel pour rencontrer l'avocat des Grenon. À son arrivée, elle se montre très distante à l'égard de la famille de Saint-Tite. Elle affirme qu'Aimé n'est pas le garçon doux et innocent que l'on cherche à présenter. Elle révèle qu'il est plutôt un buveur impulsif, violent et irresponsable, ne pensant qu'à lui-même et à son plaisir.
Tandis que le côté sombre du fils est révélé au grand jour, la véritable nature des Grenon se dévoile elle aussi. En dépit de tous leurs efforts pour entretenir leur image de bonne famille respectable, les Grenon traitent leur cousin Bousille avec beaucoup de mépris. D'apparence chétive, timide et naïf, dissimulant un grand mal sous une foi catholique presque aveugle, Bousille est pourtant un homme profondément bon et honnête. Malgré le mépris qu'on lui montre (par exemple, en ne s'intéressant à lui que lorsque l'on veut lui demander un service), il se montre toujours serviable et patient.
La situation se renverse lorsque l'on réalise que le seul membre de la famille à avoir été assigné à témoigner devant la cour est également le seul témoin capable de faire innocenter Aimé : Bousille. Ayant soigneusement pris en note toutes ses activités le jour de la mort de la victime, par son récit, Bousille révèle l'état d'ivresse et l'agitation profonde dans laquelle se trouvait alors Aimé. Face à ce témoignage, le procès semble se diriger vers un désastre.
Voulant à tout prix protéger leur honneur, les Grenon emploient tous les moyens – chantage, menaces, violence – pour forcer Bousille à changer son témoignage et ainsi permettre à Aimé d'échapper à son sort. À l'usure, les Grenon finissent par obtenir ce qu'ils veulent de leur cousin, même s'ils savent que celui-ci a dû se parjurer et ainsi se condamner dans le regard de Dieu. Incapable de vivre avec le poids de ce mensonge sur la conscience, Bousille décide de mettre fin à ses jours. La pièce se termine avec ce geste tragique, laissant la famille avec le prix du procès gagné, mais aussi de la justice bafouée.

## Analyse
Cette pièce est écrite à la veille de la Révolution tranquille, à une époque où la société québécoise commençait à remettre en question l'emprise des valeurs familiales et de la religion catholique. Elle brosse un portrait cinglant d’une famille, sinon d’une partie de la société, étouffée par le mensonge, l’hypocrisie et la fausse respectabilité,.

## Personnages

### Distribution originale de 1959
- Gratien Gélinas : Blaise Belzile, dit Bousille
- Jean Duceppe : Phil Vezeau
- Yves Létourneau : Henri Grenon
- Béatrice Picard : Aurore Vezeau
- Juliette Huot : La mère
- Nicole Filion : Noëlla Grenon
- Paul Hébert : L'avocat Lacroix
- Gilles Latulippe : Le frère Nolasque
- Monique Miller : Colette Marcoux
- Pascal Desgranges : Le garçon[13]

### Distribution de 1962, télévision de Radio-Canada
- Gratien Gélinas : Blaise Belzile, dit Bousille
- Jean Duceppe : Phil Vézina
- Yves Létourneau : Henri Gravel
- Béatrice Picard : Aurore Vézina
- Juliette Huot : La mère
- Hélène Loiselle : Noëlla Gravel
- Jean Lajeunesse : L'avocat Fontaine
- Gilles Latulippe : Le frère Nolasque
- Thérèse Arbic : Colette Richard
- Yves Gélinas : Le garçon[14]

## Réception
Dix ans après Tit-Coq, à l'occasion du festival de Montréal de 1959, Gratien Gélinas crée une nouvelle pièce pour le théâtre qu'il vient de fonder, la Comédie canadienne. Jouée pour la première fois le 17 août, la pièce est accueillie favorablement par la critique. Toutefois, elle reproche à l'œuvre de maltraiter gratuitement la religion et la famille, et de sombrer parfois dans la grossièreté et la vulgarité. Sensible à ces commentaires, Gratien Gélinas décide alors de modifier la pièce en peaufinant son intrigue, en épurant son dialogue et en réécrivant complètement son dernier acte (dans lequel Bousille est désormais absent),.
Malgré les réserves de la critique, la pièce permet au dramaturge de retrouver le succès qu'il avait connu précédemment. La pièce est reprise le 26 septembre 1959 en saison régulière et dépasse le cap des cent représentations dès sa première année. Elle est ensuite adaptée en anglais en février 1961 et jouée à travers le Canada. Elle est également adaptée pour la télévision et jouée sur les deux réseaux de Radio-Canada avant de connaître une carrière internationale. Elle est d'abord jouée à l'exposition internationale de Seattle en 1962, puis sur les ondes de la BBC en 1965, et adaptée sur scène en Finlande, en Tchécoslovaquie, en Allemagne et en Pologne.